# Comté de Transylvania
Le comté de Transylvania est un comté de l'État de Caroline du Nord. Son nom n'a pas d'autre lien qu'étymologique avec la région européenne homonyme : il signifie en latin « par-delà les forêts ».

## Démographie
| 1870  | 1880  | 1890  | 1900  | 1910  | 1920  |
| ----- | ----- | ----- | ----- | ----- | ----- |
| 3 536 | 5 340 | 5 881 | 6 620 | 7 191 | 9 303 |

| 1930  | 1940   | 1950   | 1960   | 1970   | 1980   |
| ----- | ------ | ------ | ------ | ------ | ------ |
| 9 589 | 12 241 | 15 194 | 16 372 | 19 713 | 23 417 |

| 1990   | 2000   | 2010   | - | - | - |
| ------ | ------ | ------ | - | - | - |
| 25 520 | 29 334 | 33 090 | - | - | - |